# Ratiboř (kraj zliński)
Ratiboř – gmina w Czechach, w powiecie Vsetín, w kraju zlińskim. Według danych z dnia 1 stycznia 2012 liczyła 1811 mieszkańców.
Zobacz też:
- Ratiboř